# Сгущение (обогащение полезных ископаемых)
Сгуще́ние (англ. thickening, нем. Eindickung f) — процесс повышения концентрации вещества в пространстве, например, твёрдого компонента в пульпе вследствие осаждения твёрдых частиц в гравитационном, центробежном или комбинированном поле с одновременным удалением (сливом) слоя очищенной воды.
В горном деле сгущение — процесс выделения части жидкой фазы из пульпы (суспензии) под действием сил тяжести, центробежных сил, магнитного поля с целью получения сгущенного продукта (осадка) и как можно более чистой жидкой фазы.
На обогатительных фабриках сгущение — операция подготовки шламов с целью придания им необходимой густоты перед дальнейшей обработкой (обогащением, обезвоживанием), а также получения оборотной воды. Сгущение используют для обезвоживания продуктов при обогащении полезных ископаемых, в гидро-металлургическом, химическом и других производствах.
Для реализации сгущения используют отстойники-гидроклассификаторы, радиальные и цилиндрические сгустители, гидроциклоны, пластинчатые сгустители.
В результате сгущения получают очищенную воду и сгущенный продукт. Образование агрегатов часто осуществляется на основе использования коагулянтов и флокулянтов. 
Коагулянты (хлорид кальция и др.) нейтрализуют электрические заряды тонких частиц, флокулянты адсорбируются на частичках и способствуют образованию механических связей между ними и, как следствие, — агрегатов (флокул). 
Использование флокулянтов более эффективно, поскольку оно интенсифицирует процесс осаждения в 4-6 раз. В чёрной и цветной металлургии, а также в угольной промышленности крупность сгущаемого материала 0,05-5 мм. Содержание твёрдого компонента в сливе в цветной металлургии составляет 0,07 г/л, при сгущении апатитовых концентратов 2,7-5 г/л, железных концентратов 0,01-0,7 г/л.